# Грнчирж, Йозеф
Йозеф Грнчирж (чеш. Josef Hrnčíř; 2 апреля 1921 — 31 августа 2014) — чешский дирижёр.
Изучал фортепиано у Вацлава Гольцкнехта и дирижирование у Павла Дедечека в Пражской консерватории. Работал дирижёром в Теплице, затем в 1949—1951 гг. возглавлял Оркестр Пльзеньского радио; одновременно окончил философский факультет Карлова университета в Праге (1950).
С 1952 года работал в Праге, главным образом с двумя коллективами Пражского радио — с Симфоническим оркестром Пражского радио и более камерным Пражским радиооркестром; второй из них возглавлял в 1956—1964 гг. — перед тем, как два коллектива были слиты в единый Симфонический оркестр Чехословацкого радио в Праге. С объединённым оркестром Грнчирж работал до 1984 года, осуществив за 32 года около 800 записей и около 300 премьер; он фактически руководил оркестром в промежутках между каденциями главных дирижёров (иногда более года). Позднее выступал как приглашённый дирижёр с различными немецкими оркестрами.